# Josh Childress
Joshua Malik Childress, detto Josh (Los Angeles, 20 giugno 1983), è un ex cestista statunitense.

## Carriera
Giocò per tre stagioni a partire dal 2001-02 alla Stanford University di coach Mike Montgomery, con cifre che si aggiravano intorno ai 12 punti e 6 rimbalzi per partita. Nel 2003-04 fu inserito nella lista dei migliori 10 giocatori dei college di quell'anno. Il suo nome nel record-book di Stanford appare ben 16 volte. Nel 2004-05 gli Atlanta Hawks lo scelsero nel draft.
Nel 2006-07 e nel 2007-08, Childress si è affermato come buon tiratore da tre punti e buon rimbalzista, conservando sempre medie simili a quelle del college.
Nella stagione 2007-08, ha giocato 76 delle 82 partite della NBA mantenendo di media le seguenti statistiche: 29,9 minuti giocati; 11,1 punti con il 57% dal campo, il 36,7% da tre e l'80% ai liberi; 5,6 rimbalzi; 1,6 assist e 1,0 stoppate. Nei play-off 2007-08, i suoi Hawks hanno incontrato i Boston Celtics, riuscendo a portarli fino a gara-7. Childress ha contribuito con 7 punti e 6 rimbalzi di media.
Il 23 luglio 2008 ha firmato un contratto triennale per venti milioni di dollari complessivi con i greci dell'Olympiakos BC.
Dopo due anni, il 12 luglio 2010, ritorna a giocare nel campionato di basket statunitense nella franchigia dei Phoenix Suns. Il 15 luglio 2012 viene tagliato tramite la amnesty clause per creare spazio salariale per acquisire Luis Scola.
Il 13 settembre 2012, firma un contratto non garantito di un anno con i Brooklyn Nets. Viene tagliato il 29 dicembre dello stesso anno. Il 27 settembre 2013 firma per i Washington Wizards; viene però tagliato il 24 ottobre. Il 12 novembre 2013 trova un nuovo contratto NBA con i New Orleans Pelicans.

## Statistiche

### College
| Anno      | Squadra           | PG | PT | MP   | TC%  | 3P%  | TL%  | RP  | AP  | PRP | SP  | PP   |
| --------- | ----------------- | -- | -- | ---- | ---- | ---- | ---- | --- | --- | --- | --- | ---- |
| 2001-2002 | Stanford Cardinal | 30 | 6  | 21,5 | 40,2 | 27,5 | 69,4 | 4,8 | 0,8 | 0,6 | 0,4 | 7,8  |
| 2002-2003 | Stanford Cardinal | 33 | 33 | 34,2 | 42,7 | 33,3 | 71,9 | 8,1 | 2,1 | 1,2 | 1,4 | 14,1 |
| 2003-2004 | Stanford Cardinal | 23 | 18 | 29,8 | 48,8 | 39,5 | 82,1 | 7,5 | 2,7 | 0,9 | 1,6 | 15,7 |
| Carriera  | Carriera          | 86 | 57 | 28,6 | 43,8 | 33,5 | 75,5 | 6,8 | 1,8 | 0,9 | 1,1 | 12,3 |

### NBA

#### Regular Season
| Anno      | Squadra       | PG  | PT | MP   | TC%  | 3P%  | TL%  | RP  | AP  | PRP | SP  | PP   |
| --------- | ------------- | --- | -- | ---- | ---- | ---- | ---- | --- | --- | --- | --- | ---- |
| 2004-2005 | Atlanta Hawks | 80  | 44 | 29,7 | 47,0 | 23,2 | 82,3 | 6,0 | 1,9 | 0,9 | 0,4 | 10,1 |
| 2005-2006 | Atlanta Hawks | 74  | 10 | 30,4 | 55,2 | 49,2 | 76,6 | 5,2 | 1,8 | 1,2 | 0,5 | 10,0 |
| 2006-2007 | Atlanta Hawks | 55  | 13 | 36,8 | 50,4 | 33,8 | 79,5 | 6,2 | 2,3 | 1,1 | 0,7 | 13,0 |
| 2007-2008 | Atlanta Hawks | 76  | 0  | 29,9 | 57,1 | 36,7 | 80,7 | 4,9 | 1,5 | 0,9 | 0,6 | 11,8 |
| 2010-2011 | Phoenix Suns  | 54  | 3  | 16,6 | 56,5 | 6,3  | 49,2 | 2,9 | 0,8 | 0,6 | 0,4 | 5,0  |
| 2011-2012 | Phoenix Suns  | 34  | 0  | 14,4 | 48,5 | 16,7 | 0,0  | 2,8 | 1,0 | 0,4 | 0,2 | 2,9  |
| 2012-2013 | Brooklyn Nets | 14  | 0  | 7,1  | 28,6 | 33,3 | 50,0 | 1,1 | 0,4 | 0,1 | 0,1 | 1,0  |
| 2013-2014 | N.O. Pelicans | 4   | 0  | 6,0  | -    | -    | -    | 0,8 | 0,5 | 0,3 | 0,0 | 0,0  |
| Carriera  | Carriera      | 391 | 70 | 26,7 | 52,2 | 32,9 | 77,9 | 4,7 | 1,6 | 0,9 | 0,5 | 9,1  |

#### Playoffs
| Anno     | Squadra       | PG | PT | MP   | TC%  | 3P% | TL%  | RP  | AP  | PRP | SP  | PP  |
| -------- | ------------- | -- | -- | ---- | ---- | --- | ---- | --- | --- | --- | --- | --- |
| 2008     | Atlanta Hawks | 7  | 0  | 29,3 | 52,4 | 0,0 | 50,0 | 5,7 | 1,6 | 0,1 | 0,7 | 7,1 |
| Carriera | Carriera      | 7  | 0  | 29,3 | 52,4 | 0,0 | 50,0 | 5,7 | 1,6 | 0,1 | 0,7 | 7,1 |

### Eurolega
| Anno      | Squadra    | PG | PT | MP   | TC%  | 3P%  | TL%  | RP  | AP  | PRP | SP  | PP   |
| --------- | ---------- | -- | -- | ---- | ---- | ---- | ---- | --- | --- | --- | --- | ---- |
| 2008-2009 | Olympiakos | 16 | 15 | 24,2 | 47,0 | 15,8 | 63,6 | 4,6 | 1,1 | 1,1 | 0,5 | 8,8  |
| 2009-2010 | Olympiakos | 20 | 20 | 32,3 | 52,3 | 32,8 | 64,7 | 4,8 | 1,8 | 1,2 | 0,6 | 15,2 |
| Carriera  | Carriera   | 36 | 35 | 28,7 | 50,5 | 28,6 | 64,3 | 4,7 | 1,5 | 1,1 | 0,6 | 12,4 |

## Palmarès

### Squadra
- Coppa di Grecia: 1

Olympiakos: 2009-10

### Individuale
- McDonald's All American: 1

2001
- NCAA AP All-America First Team: 1

2004
- NBA All-Rookie Second Team: 1

2004-05
- All-Euroleague Second Team: 1

Olympiacos: 2009-10

## Ambiti extrasportivi
Laureato in sociologia, Josh Childress ha partecipato in molti progetti della fondazione Hawks. È appassionato di tennis e bowling e considera Scottie Pippen il suo cestista ideale. Ama la musica rap.